# Musée égyptien du Caire
Ne doit pas être confondu avec Grand Musée égyptien ou Musée national de la civilisation égyptienne.
Le musée égyptien du Caire (en arabe : المتحف المصري) est l’un des plus grands musées entièrement consacrés à l’Antiquité égyptienne. Il a reçu plus de cent millions de visiteurs au XXe siècle.

## Historique

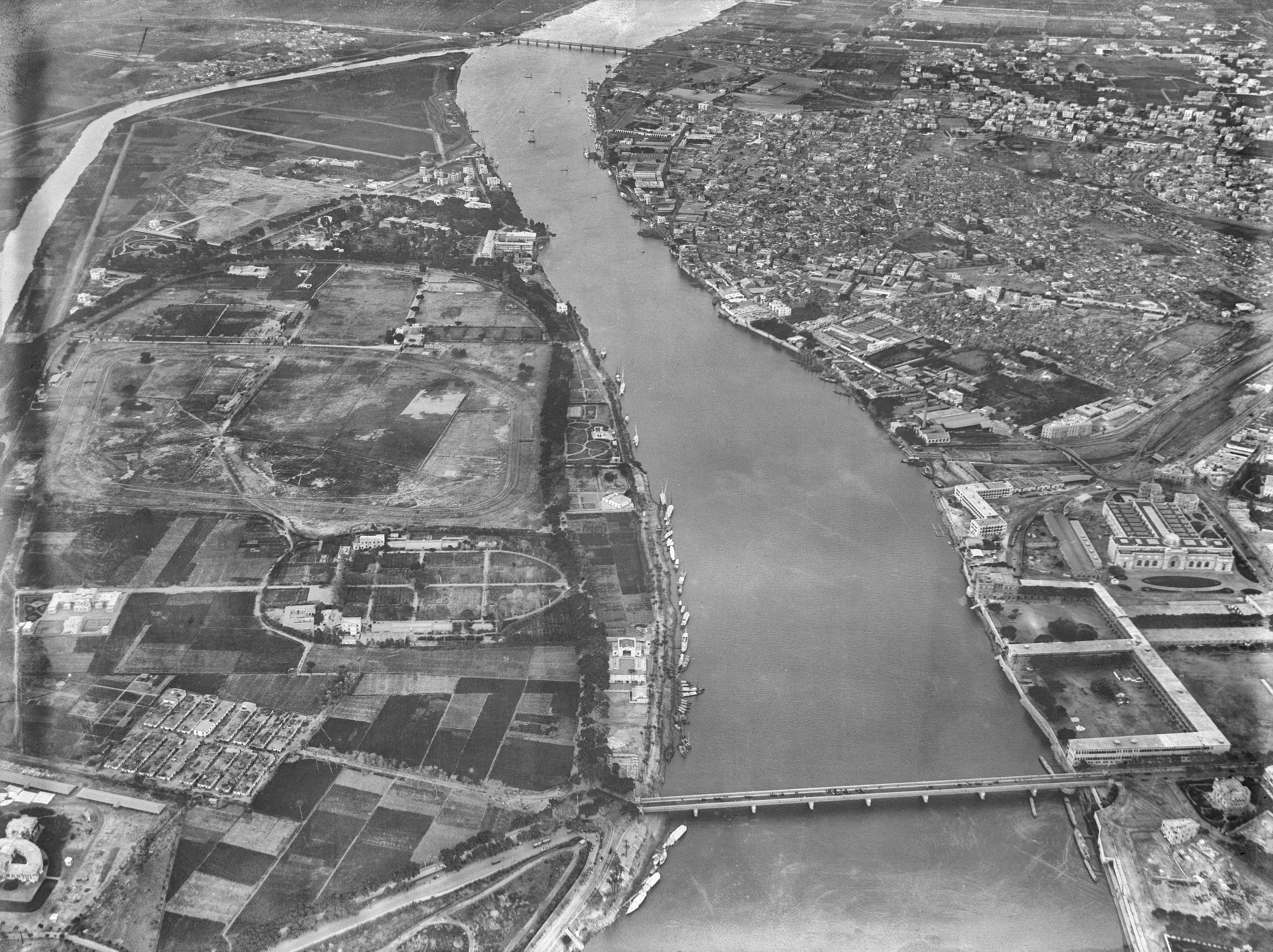
Le bâtiment en 1904 (à droite).

Les collections égyptologiques égyptiennes ont été constituées depuis le XIXe siècle. Elles furent d'abord exposées au musée de Boulaq de 1863 à 1889, puis dans l'ancien palais royal de Gizeh de 1889 à 1902. Le premier conservateur en fut Auguste Mariette, nommé le 1er juin 1858.
Le musée actuel, situé place Tahrir, au cœur du Caire moderne, a été construit sur les plans de l'architecte français Marcel Dourgnon. Il présente un bâtiment au style largement plus dépouillé que l'avant-projet soumis initialement par Dourgnon. Il fut inauguré le 15 novembre 1902 après cinq ans et demi de travaux.
Édifié sur deux étages, le bâtiment présente des collections réparties dans une centaine de pièces.
Son directeur est le docteur Tarek el-Awady, depuis décembre 2010, qui succède à Wafaa el-Saddik.

## Collections

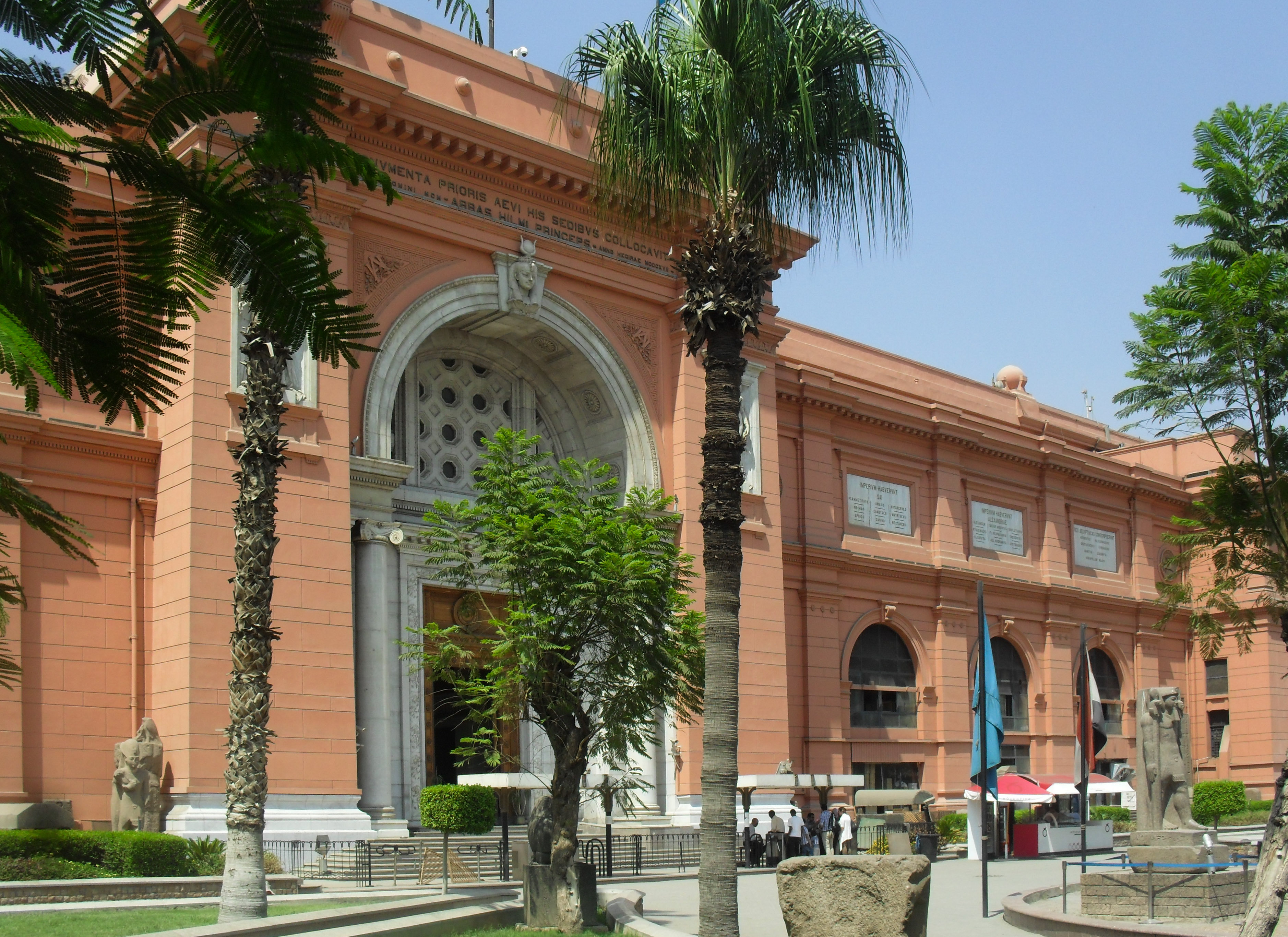
Entrée du musée.

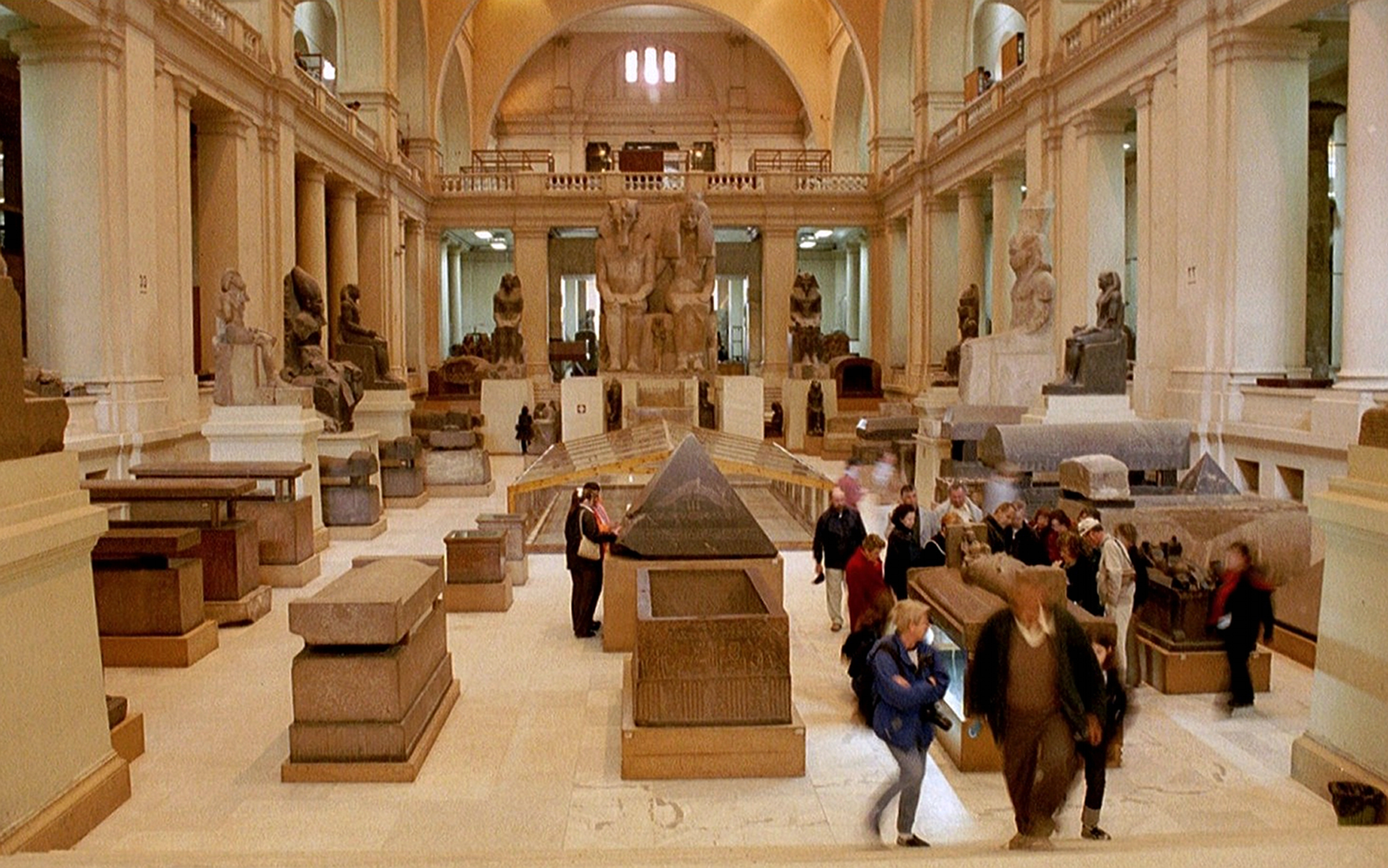
Atrium, vu de l'entrée.

Plus de 160 000 objets sont aujourd'hui exposés, mais la pièce maîtresse du musée est le trésor de Toutânkhamon.
En outre, soixante mille objets de toutes sortes, statues, statuettes, bas-reliefs, peintures murales, stèles, fausses portes, vases, armes, outils, sarcophages, momies, etc., s'entassent dans les caves, les débarras et les combles du musée égyptien. Mais c'est également dans ces réserves qu'entrent les nouvelles découvertes. Beaucoup d'œuvres ont été oubliées dans la pénombre des réserves. Ainsi, la statue funéraire de bois peint et enduit de gypse de Ptahhotep, vizir de la Ve dynastie, découverte en 1940, a passé 65 ans au fond d'une caisse avant d'être retrouvée, en 2005, lors d'un inventaire conduit dans les caves du musée.
À voir en commençant la visite à gauche en entrant :

### Premier niveau
- Salle 32 :

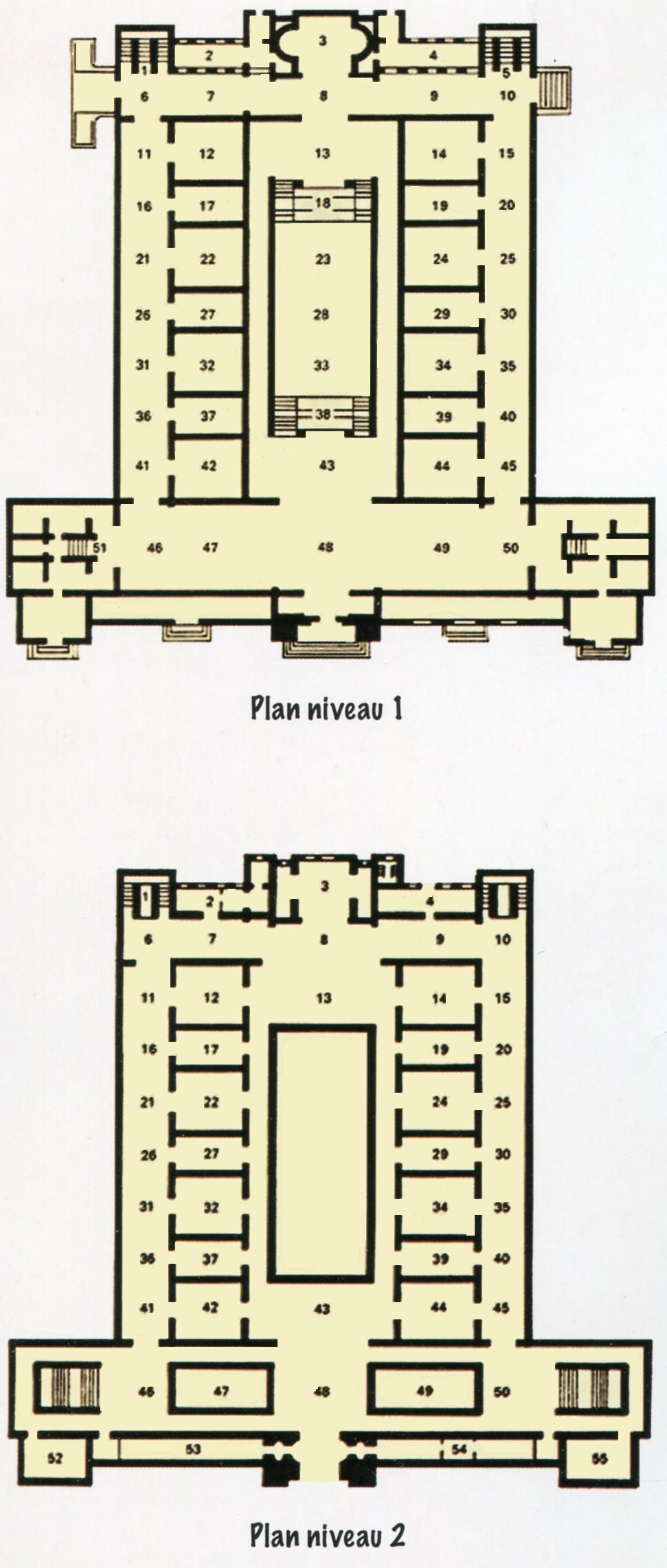
Plan du musée

  - le nain Seneb et sa famille (IVe-Ve dynastie)
  - les statues en cuivre du roi Pépi Ier et de son fils
  - le couple Rahotep et Nofret, en calcaire peint
- Salle 42 :
  - statue en diorite de Khéphren
  - statue en bois du prêtre-ritualiste Kaâper (Ve dynastie)
  - scribe assis (anonyme découvert dans la nécropole de Saqqarah) (Ve dynastie)
- Salle 43 (atrium central) :
  - statue en calcaire peint de Djéser
  - disque de Sabou, objet en schiste découvert dans la nécropole de Saqqarah (Ire dynastie)
  - palette de Narmer, en schiste
  - au fond, gigantesque groupe statuaire d'Amenhotep III et son épouse Tiyi
- Salle 22 :
  - statues du roi Sésostris Ier
  - relief évoquant les filles du nomarque Djéhoutyhotep (XIIe dynastie)
- Salle 12 :
  - stèle du roi Ahmôsis Ier rendant hommage à sa grand-mère Tétishéri (XVIIIe dynastie)
  - sphinx à crinière de la reine Hatchepsout
  - statue en basalte vert de Thoutmôsis III
  - statue de la reine Isis, mère du roi Thoutmôsis III
  - statue en schiste du roi Amenhotep II
  - le couple de Sennefer, maire de Thèbes et son épouse Senetnaÿ
  - Amenhotep fils de Hapou
- Salle 3 :
  - colosses en grès d'Akhenaton
  - têtes inachevées de Néfertiti
  - Akhenaton, Néfertiti et deux de leurs filles (Mérytaton et Mâkhétaton) faisant des offrandes au dieu Aton
  - statue d'Akhenaton assis embrassant l'une de ses filles
  - relief sculpté d'une princesse mangeant un canard
  - sarcophage de Kiya, autre épouse d'Akhenaton
- Salle 14 :
  - statue en albâtre de Séthi Ier
  - buste de la reine Mérytamon, fille et épouse de Ramsès II
  - statue de Ramsès III figuré en porte-enseigne
- Salle 24 :
  - statue en calcite de la divine adoratrice d'Amon Amenardis Ire
  - tête en granit de Taharqa
  - statue de Montouemhat, maire de Thèbes et gouverneur de la Haute-Égypte
  - statue en schiste vert de la déesse hippopotame Thouéris

### Deuxième niveau
- Salle 2 :
  - mobilier funéraire de la reine Hétep-Hérès Ire, mère de Khéops
- Salle 3 :
  - consacrée aux bijoux royaux
- Salle 14 :
  - portraits du Fayoum
- Salles 27 et 37 :
  - modèles en bois d'archers nubiens et piquiers égyptiens (retrouvés dans la tombe de Mesehti à Assiout)
  - modèles en bois d'atelier de tissage, menuisiers au travail, scène de pêche, recensement du bétail (retrouvés dans la tombe de Méketrê à Thèbes)

À voir aussi au 1er étage :
- la salle des momies royales : vingt-sept pharaons dont Ramsès II et Thoutmôsis III ;
- la salle consacrée à Akhenaton, pharaon qui consacra sa vie au dieu Aton, première forme de monothéisme ;
- la salle des tombeaux royaux de Tanis découverts par Pierre Montet, ouverte en 1998, dont les bijoux, les objets et les masques d'or sont remarquablement mis en valeur.

## Aperçu chronologique des collections[5]

### Période prédynastique et époque thinite
| Objet    | Description | Origine et datation                                                                |
| -------- | --- | ---------------------------------------------------------------------------------- |
| JE 32169 | Palette de Narmer Palette à fard en schiste vert. Hauteur : 0,64 m. Première mention d'une unification de l'Égypte ancienne, par le pharaon Narmer, fondateur de la Ire dynastie. Salle 43. | Nekhen Ire dynastie. Vers -3050                                                    |
| JE 32161 | Statue de Khâsekhemoui Statue de Khâsekhemoui, dernier roi de la IIe dynastie dite thinite, connu pour avoir réprimé une révolte en Basse-Égypte. Le roi porte la couronne blanche de la Haute-Égypte et le manteau croisé de la fête-Sed, revêtu après trente ans de règne. Schiste vert. Hauteur : 0,56 m. Salle 48. | Temple de Nekhen à Hiérakonpolis. Époque thinite. IIe dynastie. Vers -2740 / -2405 |

### Ancien Empire
| Objet       | Description | Origine et datation                                                        |
| ----------- | --- | -------------------------------------------------------------------------- |

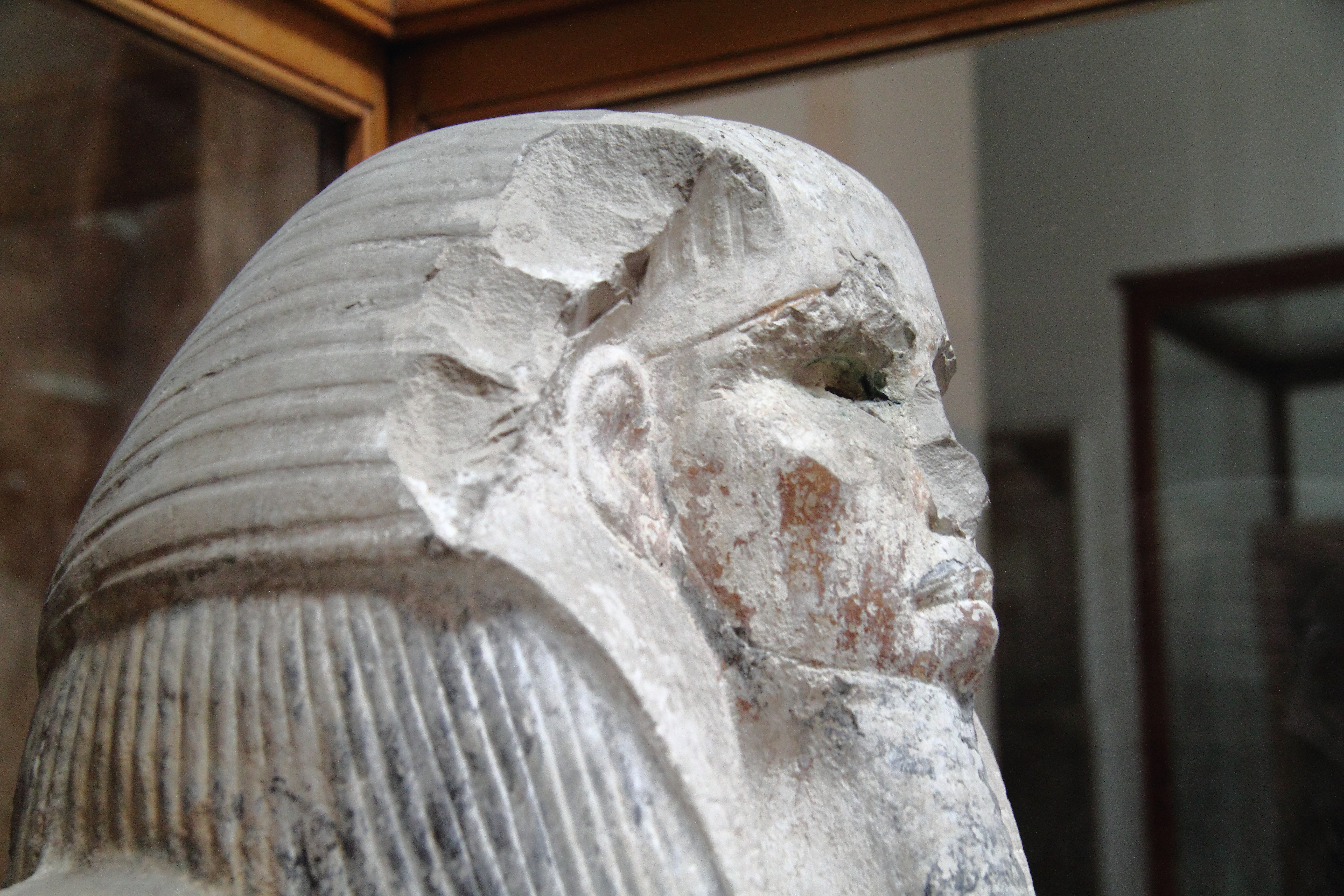

| JE 49158    | Statue de Djéser (it) Statue en calcaire, hauteur 1,42 m. Trouvée dans le serdab (chapelle du côté nord) de la pyramide à degrés de Saqqarah. Salle 48. | Saqqarah. Époque de Djéser. IIIe dynastie.                                 |
| CG 3 / CG 4 | Rahotep et Nofret Statues assises du prince Rahotep (probablement un fils de Snéfrou) et de son épouse Nofret. Couple de courtisans dans une attitude figée exprimant la dignité et l'autorité. Calcaire peint. Les yeux sont en quartz opaque et cristal de roche. Hauteur : 1,21 m. Salle 32. | Mastaba de Rahotep, Meïdoum. Époque de Snéfrou. IVe dynastie. vers -2620   |
| JE 34575    | Oies de Meïdoum Frise figurant une scène de capture d'oiseaux au filet, provenant du mastaba de Néfermaât (vizir de Snéfrou) et de son épouse Itet, à Meïdoum. Salle 32. | Mastaba de Néfermaât, Meïdoum. Époque de Snéfrou. IVe dynastie. Vers -2620 |
| JE 36143    | Statuette de Khéops Cette figurine en ivoire mesure à peine 7,5 cm de haut et 2,9 cm de large. Elle est un peu endommagée, avec quelques éclats de surface. Khéops est représenté avec la couronne rouge (decheret) de la Basse-Égypte et le pagne royal (chendjit). Lunette 47.                | Temple de Khentyamentiu, Abydos. Époque de Khéops. IVe dynastie.           |

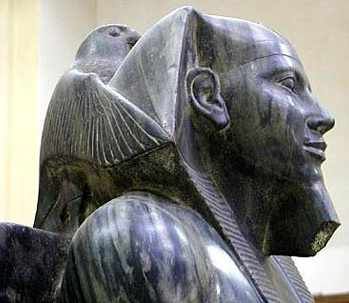
Khéphren, protégé par Horus, sous la forme d'un faucon.

| JE 10062    | Statue de Khéphren (de) Statue de Khéphren en anorthosite gneiss (un type rare de diorite). Le roi est protégé par le faucon Horus qui déploie ses ailes autour de sa tête. Hauteur : 1,68 m. Salle 42.                                                                                         | Temple de la vallée de Khéphren, Gizeh. Époque de Khéphren. IVe dynastie.  |
| JE 46499    | Triade de Mykérinos encadré de deux déesses Triade, en grauwacke, représentant Mykérinos encadré par Hathor et par la personnification d'un nome d'Égypte. Mykérinos porte la couronne blanche de la Haute-Égypte, la barbe cérémonielle et le pagne plissé chendjit. Galerie 47.               | Complexe funéraire de Mykérinos IVe dynastie Vers -2480                    |
| JE 51280    | Le nain Séneb et sa famille Statue en calcaire, hauteur : 0,34 m. Trouvée dans le mastaba de Séneb à Gizeh en 1926. Salle 32. | Gizeh IVe ou Ve dynastie. Vers -2475                                       |

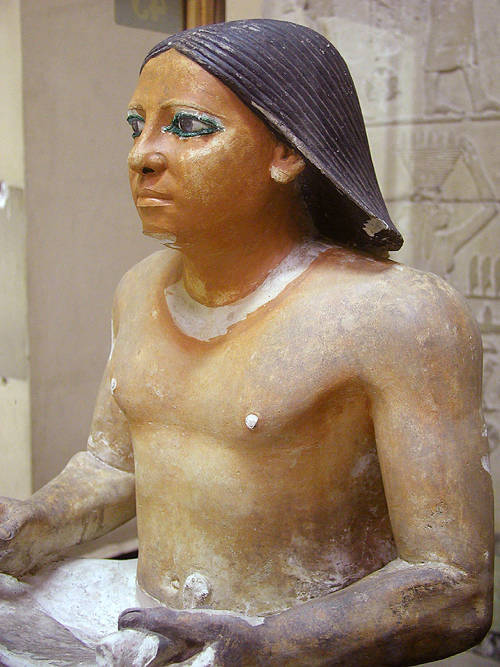

| JE 30272    | Scribe accroupi Statue d'un scribe en calcaire peint, assis, les jambes croisées, tenant un papyrus déroulé sur ses genoux. Hauteur : 0,51 m. Trouvée à Saqqarah en 1893. Salle 42. | Saqqarah Ve dynastie Vers -2475                                            |
| CG 34       | Statue de Ka-âper Statue du grand prêtre Ka-âper, en bois de sycomore. Les yeux sont en quartz et cristal de roche. Hauteur : 1,12 m. Trouvée à Saqqarah en 1860, près de la pyramide d'Ouserkaf. Salle 42.                                                                                     | Saqqarah, mastaba C8 Début de la Ve dynastie Vers -2475 / -2467            |
| JE 90220    | Tête d'Ouserkaf (it) Tête d'une statue en grauwacke (bekhen des Égyptiens), sorte de grès schisteux gris-vert foncé. Hauteur : 0,45 m Salle 47. | Abousir Règne d'Ouserkaf. Ve dynastie. Vers -2460                          |
| JE 30191    | Joute des mariniers (it) Bas-relief peint en calcaire peint, 0,45 × 1,45 m. Scène de compétition sportive, avec barques et hiéroglyphes. Tombe d'un inconnu, Saqqarah. Salle 32. | Saqqarah Ve dynastie vers -2400                                            |

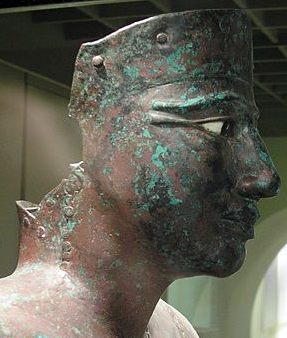

| JE 33034    | Statue de cuivre de Pépi Ier (es) Statue de Pépi Ier en cuivre martelé, grandeur nature. Hauteur : 1,77 m. Trouvée à Hiérakonpolis en 1896. Salle 32. | Hiérakonpolis Règne de Pépi Ier VIe dynastie Vers -2281 / -2241            |

### Seconde période intermédiaire
| Objet    | Description | Origine et datation                                 |
| -------- | --- | --------------------------------------------------- |
| JE 30948 | Statue du ka du pharaon Hor Statue en bois provenant du tombeau du pharaon Aoutibrê Hor à Dahchour. Hauteur : 1,70 m. Salle 11. | Tombeau de Aoutibrê Hor à Dahchour. XIIIe dynastie. |
| CG 20394 | Stèle Stèle de calcaire, où il est dit qu'Hatchepsout est la fille de Nofret, l'épouse d'un roi.                                | Abydos XIIIe dynastie.                              |

### Nouvel Empire

#### Jusqu'à Akhenaton
| Objet        | Description | Origine et datation                                                              |
| ------------ | --- | -------------------------------------------------------------------------------- |
| JE 95254     | Masque funéraire de Touya Masque de momie en plâtre doré de Touya, épouse de Youya et mère de la reine Tiyi. Touya, belle-mère d'Amenhotep III, occupait avec son époux Youya, chef de la cavalerie et prêtre de Min, la tombe KV46, découverte en 1905.                                                                                                 | Vallée des Rois, KV46 Règne d'Amenhotep III. XVIIIe dynastie. Avant -1350        |
| RT 29-5-49-1 | Buste d'Amenhotep IV Partie supérieure d'un des colosses d'Amenhotep IV, futur Akhenaton. Provient du temple d'Aton à Karnak, situé à l'est et à l'extérieur du grand temple d'Amon-Rê. Deux autres colosses semblables sont au musée de Louxor, un autre au Louvre. Grès. Hauteur : 1,53 m. Complètes, ces statues atteignent les cinq mètres. Salle 3. | Karnak, temple d'Aton. Début du règne d'Amenhotep IV XVIIIe dynastie Vers -1350. |
| JE 44865     | La famille royale, famille sacrée Akhenaton, Néfertiti et leurs filles. La famille est réunie sous les rayons du disque solaire Aton qui répand la vie. Stèle de calcaire peint. Hauteur : 44 cm. Salle 3. | Amarna Règne d'Akhenaton XVIIIe dynastie Après -1350.                            |

#### Trésor de Toutânkhamon
| Objet    | Description | Origine et datation                              |
| -------- | --- | ------------------------------------------------ |

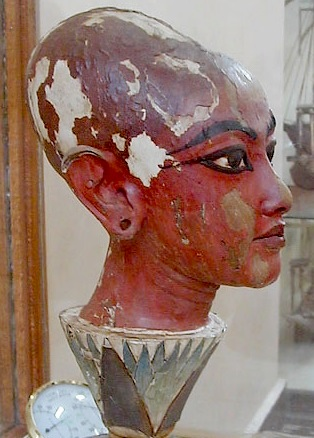

| JE 60723 | Tête de Toutânkhamon enfant (it) Tête de Toutânkhamon enfant émergeant d'une fleur de lotus, évocation de la régénération permanente du roi. Bois et stuc. Hauteur : 0,30 m. | Vallée des Rois KV62 XVIIIe dynastie. Vers -1330 |
|          | Chambre funéraire de Toutânkhamon | Vallée des Rois KV62 XVIIIe dynastie. Vers -1330 |

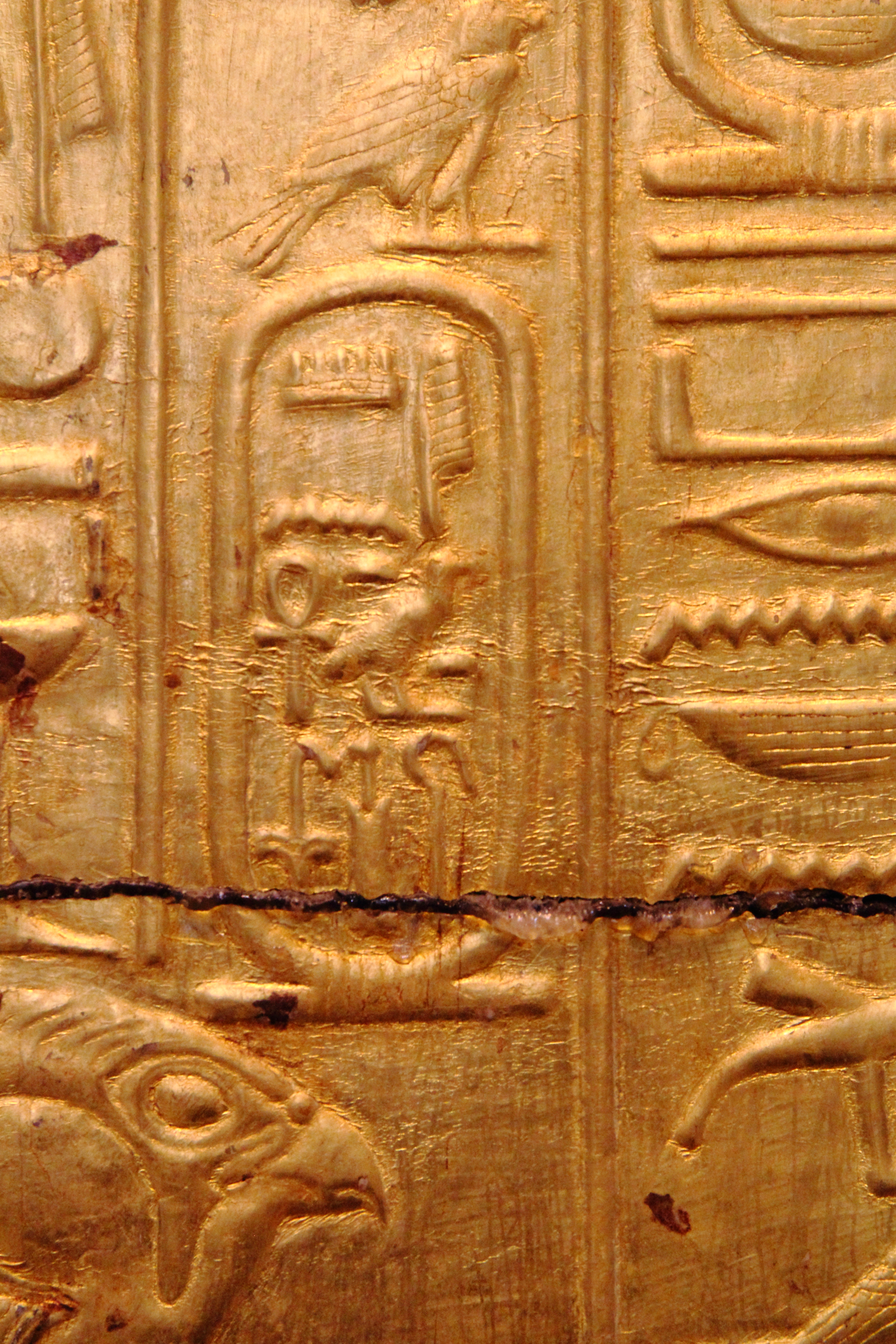
Cartouche de Toutânkhamon

| JE 60671 | Sarcophage intérieur de Toutânkhamon Le roi est représenté à l'image d'Osiris, les bras croisés, tenant les insignes sacrés du crochet heka et du fouet nekhakha. Or. Hauteur : 1,87 m. Poids : 110 kg. | Vallée des Rois KV62 XVIIIe dynastie. Vers -1330 |
| JE 60672 | Masque funéraire de Toutânkhamon Masque d'or avec incrustations de pierres semi-précieuses et de verre coloré. Yeux en obsidienne et quartz. Barbe en verre coloré serti dans des cloisons d'or. Gorgerin en lapis-lazuli, quartz, amazonite et verre coloré. Hauteur : 54 cm. Poids : 11 kg. | Vallée des Rois KV62 XVIIIe dynastie. Vers -1330 |
|          | Coffre à vases canopes de Toutânkhamon | Vallée des Rois KV62 XVIIIe dynastie. Vers -1330 |

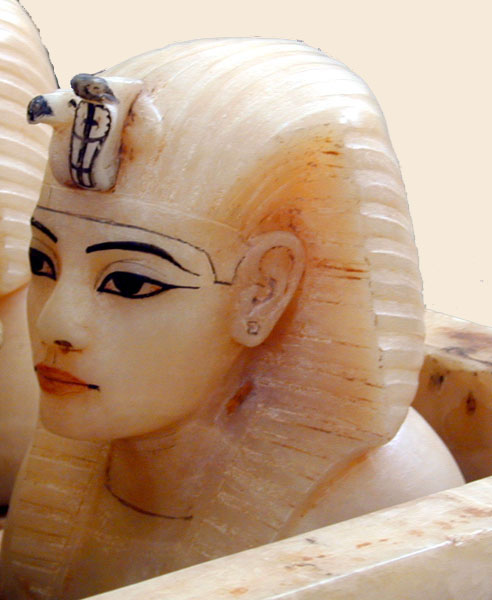

| JE 60687 | Vases canopes de Toutânkhamon Chaque tête porte le némès avec l'uræus et la tête de vautour. Vases canopes, coffre, couvercle en albâtre blanc des carrières de Hatnoub. | Vallée des Rois KV62 XVIIIe dynastie. Vers -1330 |
| JE 60708 | Statue du ka de Toutânkhamon Le roi est représenté dans une posture de marche. Il tient dans son poing droit une massue à décor d'écailles, et de sa main gauche une longue canne garnie d'une ombelle de papyrus. Le pagne est orné d'un devanteau empesé projeté en avant, qui porte une inscription évoquant le dieu souverain accompli, le ka royal et Osiris. Les oreilles percées, le ventre bombé et les jambes minces sont l'héritage du style amarnien. Les sourcils et le contour des yeux sont soulignés à la feuille d'or. Bois bitumé et bronze doré. Hauteur : 1,92 m | Vallée des Rois KV62 XVIIIe dynastie. Vers -1330 |
| JE 62028 | Trône de Toutânkhamon Scène affectueuse de Toutankhamon assis, avec son épouse Ankhsenamon. Figure aussi le symbole amarnien du disque solaire Aton dispensant la vie. Le meuble lui-même est orné de lions et de serpents ailés. | Vallée des Rois KV62 XVIIIe dynastie. Vers -1330 |

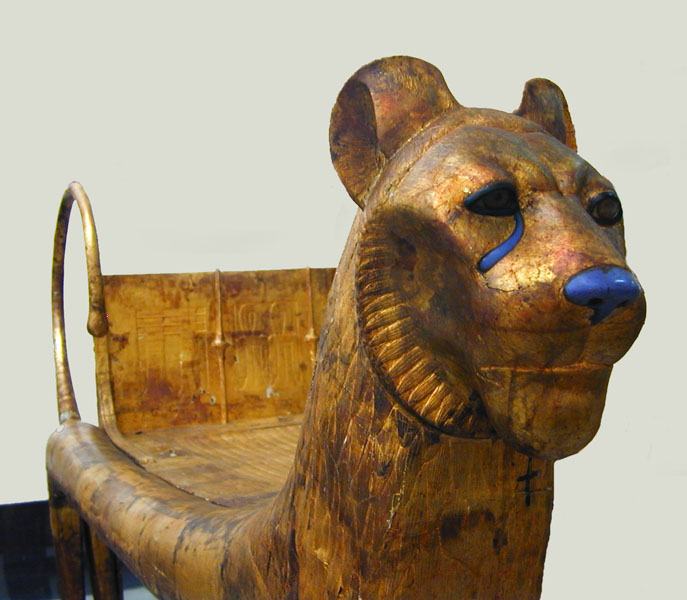

|          | Lit orné de têtes et pattes de lionne Dans cette série de trois lits funéraires emboîtés, la lionne Mehet revient du lointain pour apporter le grand flot du Nil. | Vallée des Rois KV62 XVIIIe dynastie. Vers -1330 |

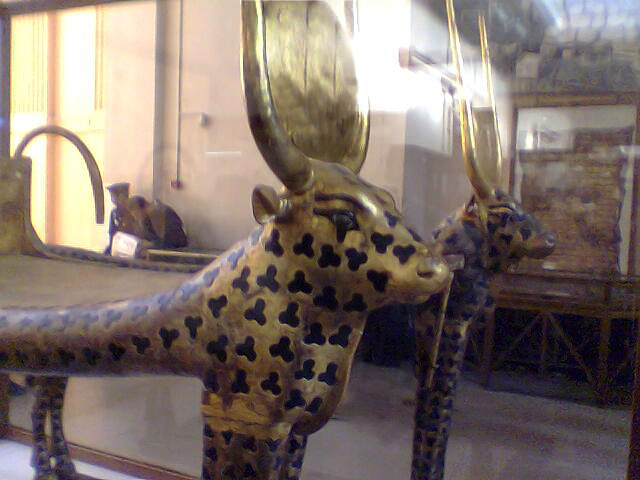

| JE 62013 | Lit à l'image de la vache primordiale Mehet Oueret est la vache primordiale qui porte Rê dans l'horizon du ciel. | Vallée des Rois KV62 XVIIIe dynastie. Vers -1330 |

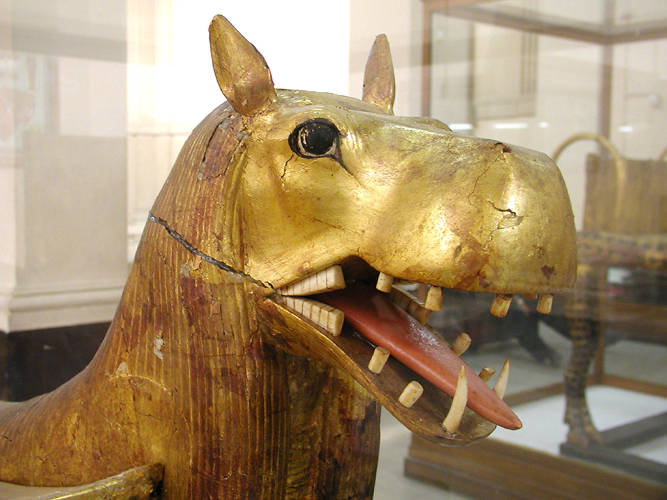

|          | Lit orné d'animaux composites La troisième déesse, Ammout, sous la forme d'un animal sacré à tête d'hippopotame, corps de guépard et écailles de crocodile, est celle qui dévore les morts. | Vallée des Rois KV62 XVIIIe dynastie. Vers -1330 |

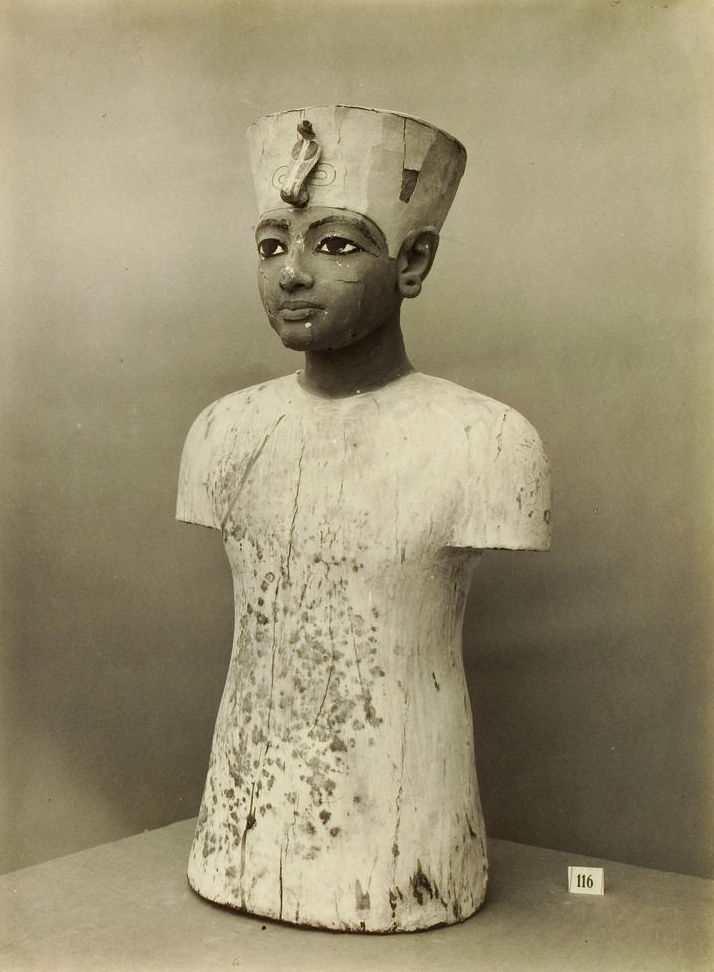

| JE 60722 | Mannequin de Toutânkhamon (de) Mannequin en bois, peut-être un portrait de Toutânkhamon jeune homme, peu avant sa mort. | Vallée des Rois KV62 XVIIIe dynastie. Vers -1330 |
| JE 61444 | Statue d'Anubis Le dieu chacal repose sur un coffre doré en forme de chapelle. Anubis, dieu funéraire, guide les morts vers l'autre monde. Il introduit les morts auprès des juges pour la pesée des âmes. La statue était portée au cours de la procession funéraire, comme l'atteste le traîneau à quatre bras sur lequel repose l'ensemble. Bois stuqué vernis et doré. Hauteur : 1,18 m ; longueur : 2,70 m. | Vallée des Rois KV62 XVIIIe dynastie. Vers -1330 |
| JE 62114 | Vase à parfum en albâtre Vase à parfum, dédié à Toutânkhamon et à son épouse Ankhsenamon, symbolisant l'union des Deux Pays. Les deux Nils sont personnifiés par des êtres androgynes barbus, unis par des déesses-serpents, parmi les lis (de la Haute-Égypte) et les papyrus (de la Basse-Égypte). Albâtre, ivoire et or. Hauteur : 0,70 m. | Vallée des Rois KV62 XVIIIe dynastie. Vers -1330 |

#### Après Toutânkhamon
| Objet    | Description | Origine et datation                                                       |
| -------- | --- | ------------------------------------------------------------------------- |

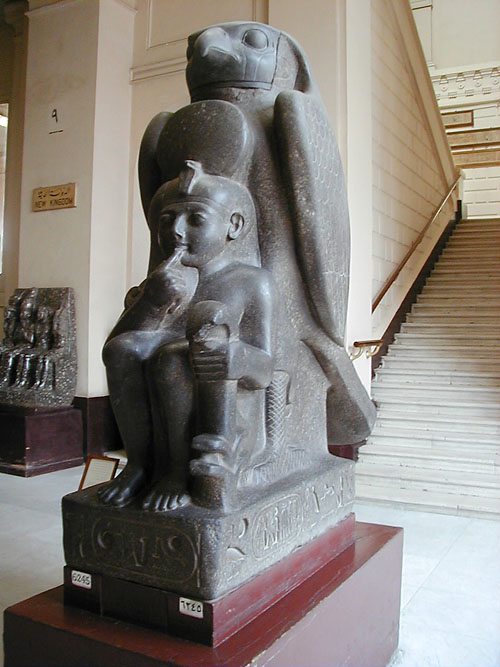

| JE 64735 | Ramsès II enfant et le dieu Houroun Ramsès II est représenté sous un disque solaire (Râ), sous la forme d'un enfant (mes), le doigt sur la bouche et tenant la plante sou. Le tout forme un rébus hiéroglyphique : Râ + mes + sou, se lisant Ramsès. Le roi se trouve placé sous la protection du dieu cananéen Houroun, vénéré à Gizeh par les travailleurs asiatiques installés près du Grand Sphinx. Le dieu revêt la forme d'un faucon dont la face a été travaillée séparément dans le calcaire. Statue trouvée à Tanis. Granite noir. Hauteur : 2,31 m. Galerie 10. | Tanis XIXe dynastie Vers -1279 / -1213.                                   |
| CG 616   | Buste de Ramsès II Le roi est représenté assis, portant un large collier et une perruque ornée d'un cobra. Il tient dans sa main droite le sceptre heka. Granite noir. Galerie 10. | Tanis Règne de Ramsès II. XIXe dynastie Vers -1279 / -1213.               |

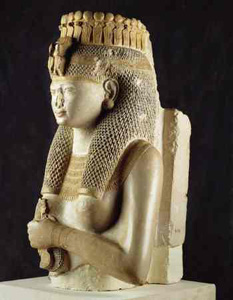

| JE 31413 | Statue de Mérytamon (it) Statue incomplète, surnommée « reine blanche », de la princesse Mérytamon, fille de Ramsès II et de Néfertari. Découverte au Ramesséum par Flinders Petrie en 1896. Calcaire blanc, avec traces de polychromie en bleu et blanc. Hauteur : 0,76 m. | Nécropole thébaine Ramesséum XIXe dynastie. fin du XIIIe siècle av. J.-C. |
| JE 31408 | Stèle de Mérenptah La stèle de Merneptah a été découverte par Flinders Petrie en 1896. Parfois appelée « stèle d'Israël », elle contient la première mention écrite d'Israël. Le texte glorifie les victoires de Mérenptah. Les deux dernières lignes mentionnent une campagne à Canaan, où Mérenptah affirme avoir vaincu et détruit Ashkelon, Gezer, Yanoam (en) et Israël. Grande stèle de 3 m de haut, en granite noir rugueux. | Nécropole thébaine XIXe dynastie. Vers -1208                              |

### Troisième période intermédiaire
| Objet | Description                   | Origine et datation     |
| ----- | ----------------------------- | ----------------------- |
|       | Table d'offrandes d'Amenardis | XXVe dynastie Vers -700 |

### Époque ptolémaïque
| Objet | Description | Origine et datation                |
| ----- | --- | ---------------------------------- |
|       | Oiseau de Saqqarah Objet en bois de sycomore, découvert dans la nécropole de Saqqarah. Envergure : environ 18 cm | Saqqarah Dynastie lagide Vers -200 |

### Époque romaine
| Objet                                        | Description | Origine et datation                 |
| -------------------------------------------- | --- | ----------------------------------- |
|                                              | Portrait du Fayoum Peinture à l'encaustique sur panneau de bois. Inscription : « Dèmos, âgée de 24 ans, souvenir éternel ».                                                         | Fayoum Vers 75-100 après J.-C.      |
| JE 47423 - {\displaystyle {\mathfrak {P}}}15 | Papyrus 15 Copie manuscrite du Nouveau Testament en grec, sur un codex de papyrus du IIIe siècle. Il contient une partie du texte de la Première épître aux Corinthiens (7,18-8,4). | Oxyrhynque P. Oxy. 1008 IIIe siècle |

## Dans le musée, un laboratoire «ADN»

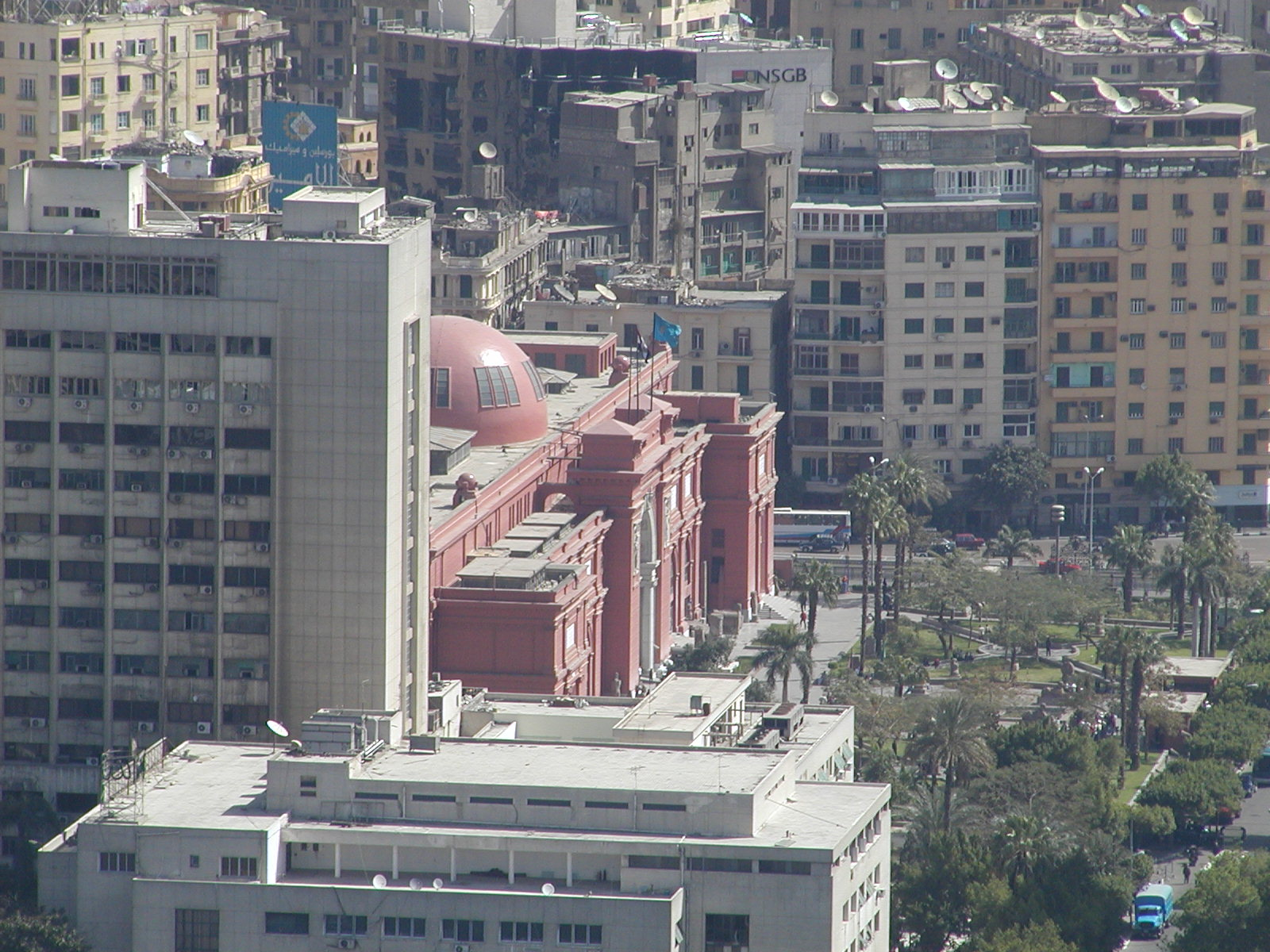
Le musée égyptien vu depuis la tour du Caire.

Afin de percer les secrets des quelque 200 momies qui se trouvent au musée, un laboratoire a été installé en 2006 dans les caves du bâtiment pour l'étude de leur ADN. Ainsi, la momie de l'« homme inconnu E » — également connue sous l'appellation de « momie hurlante » — a pu être attribuée avec une certaine probabilité au prince Pentaour, fils de Ramsès III.

## Lieu de tournage
Une équipe de l'émission Secrets d'Histoire a tourné plusieurs séquences au musée dans le cadre d'un numéro consacré à la reine Néfertiti, intitulé Néfertiti, mystérieuse reine d'Égypte, diffusé le 23 août 2018 sur France 2.

## Avenir
L'édification d'un nouveau Grand Musée égyptien à Gizeh suscite une âpre négociation pour la répartition des chefs-d'œuvre ; dans l'actuel musée du Caire, plus de la moitié de sa collection est stockée en sous-sol.
Le trésor de Toutânkhamon et plus de cent mille objets avec lui déménageront dans le nouvel édifice. Des pièces essentielles, comme la statue de Djéser et celle de Khéphren, devraient toutefois demeurer dans l'ancien bâtiment. Les futures découvertes faites en Égypte continueront également d'y être acheminées.
Sayed Amer, directeur du Musée égyptien, a lancé une vaste rénovation du palais historique[Quand ?]. Le décor va être métamorphosé, et les systèmes d'éclairage et de sécurité seront mis à jour en coopération avec l'Allemagne pour un coût de plus de 4,3 millions de dollars[réf. nécessaire].
Après la démolition en 2015 de l'ancien siège du Parti national démocratique situé à l'ouest du musée, qui a brûlé lors de l'insurrection de 2011 contre le régime de Moubarak, la parcelle libérée donnant sur la rive droite du Nil est l'objet de convoitises. Le Musée égyptien, souhaitant récupérer le terrain qui faisait autrefois partie de ses jardins avant que Nasser ne le saisisse dans les années 1950 pour y construire le siège du parti qu'il avait fondé, espère y recréer un jardin dans lequel une partie des collections serait exposée à l'air libre.